# Кураре

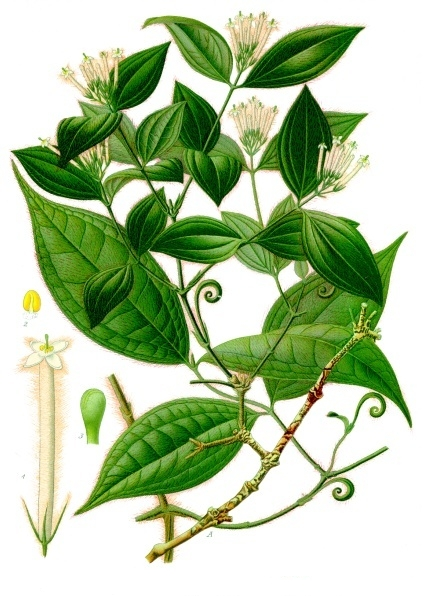
.

Кура́ре (англ. , исп. , порт. , фр.  и нидерл. Curare) — собирательное название органических веществ, исторически применявшихся южно-американским коренным населением как стрельный яд растительного происхождения, приготовляемый, главным образом, из коры растения Стрихнос ядоносный (Strychnos toxifera), и некоторых других Южно-Американских растений из семейств луносемянниковых (Menispermaceae) и логаниевых (Loganiaceae). 
Токсическое свойство яда обеспечивается алкалоидами из группы кураринов.
Индейцы Гвианы бассейна реки Амазонка смазывали им концы стрел. Животное при ранении стрелой с кураре теряет подвижность и погибает от остановки дыхания. Алкалоиды, входящие в кураре, биологически неактивны при попадании в организм через желудочно-кишечный тракт. Таким образом, мясо животных, отравленных ядом кураре, пригодно для использования в пищу. По словам местных жителей, такое мясо считается даже деликатесом, так как при приготовлении оно становится мягче и нежнее.
Применялся в медицине как миорелаксант и в комбинации с другими веществами как наркозный препарат, а также как лекарство от столбняка и антидот при отравлении стрихнином.

## Этимология
Этимология слова «кураре» неясна: оно могло происходить из карибских языков, а именно макуси в Гайане от слова «вурари», что означает «смерть, которая убивает всех подряд»; оно также могло происходить от карибского слова k-urary, «там, откуда оно исходит, мы падаем» (от «наш» и «ар», переходящий в гуарани). Возможна и другая этимология: сокращение в тупи от слова «птица» (уира) и слова «жидкость» (у), означающего «жидкость, убивающая птиц». Также известна и этимология от карибского выражения «лечение мавой», означающего лозу Мавы, известную с научной точки зрения как Strychnos toxifera. При этом существительное «кураре» не следует путать с латинским глаголом curare ('исцелять, излечение, забота').
Кураре также известен как бежуко де мавакуре (порт.-браз. Bejuco de Mavacure) в Бразилии, ампи, курари, турара, вурара, вурару, вуратит, вурари, вурара, вурали, урария, ураре, урари, оурари, ураре, урарит венено, урари (что в переводе с языка галиби означает «смерть, убивающая всех подряд») и уирари. Вилалакаеви используется для название яда из лианы Sciadotenia (что означает «ветви» и «отклоняться в сторону» или «менять направление», поскольку её ветви меняют направление), супай хауска (верёвка дьявола) для лианы Стрихноса и ваяна улали, вилали что означает «дерево».

## История
В 1617 году английский путешественник и писатель Уолтер Рэли отправился в оринокские джунгли, сопровождаемый переводчиком и местными индейцами. Рэли обратил внимание, что подстреленные ими животные умирали от малейших ранений, наносимых стрелами туземцев. Когда он попросил объяснить, в чём же загадка, те ответили, что наконечники пропитаны жидкостью, называемой «кураре», что в дословном переводе означало «жидкость, которая быстро убивает птиц». Рэли решил проверить действие яда на себе, сделав небольшой надрез и капнув всего две капли. Этого хватило, чтобы он потерял сознание и после долго приходил в себя.
В 1780 году аббат Феликс Фонтана обнаружил, что он действует на произвольные мышцы, а не на нервы и сердце. В 1832 году Александр фон Гумбольдт дал первый отчёт в европейской науке о том, как яд был приготовлен из растений туземцами бассейна реки Ориноко.
В 1811–1812 годах сэр Бенджамин Коллинз Броди экспериментировал с кураре (вуарара) и стал первым, кто показал, что кураре не убивает животное, а выздоровление происходит полностью, если дыхание животного поддерживается искусственно. В 1825 году Чарльз Уотертон описал классический эксперимент, в котором он поддерживал жизнь самки осла, зараженной кураре, с помощью искусственного дыхания с помощью мехов через трахеостомию. Уотертону также приписывают первую доставку кураре в Европу. Роберт Герман Шомбургк в ходе экспедиции на Виргинские острова и в Британскую Гвиану определил ядовитую лиану как один из видов рода Strychnos и дал ей ныне принятое название Strychnos toxifera.
В 1942 году канадские врачи Гарольд Гриффит и Энид Джонсон впервые применили кураре для управляемой мышечной релаксации.
Яд кураре использовался Токсикологической лабораторией НКВД для убийства неугодных режиму людей. По утверждению Павла Судоплатова именно ядом кураре были убиты Наум Самет и Теодор Ромжа.

## Виды кураре

### Тубо-кураре (Трубочный кураре)
Экстракт укладывают в бамбуковые трубки 25 см длиной и используют для смазывания стрел при стрельбе из лука при охоте на мелкого зверя. Главным компонентом служат алкалоиды корня Chondrodendron tomentosum Ruiz et Pav. семейство Menispermaceae

Поскольку кураре, расфасованный в бамбуковых трубках, обладал самым сильным фармакологическим действием, главный алкалоид был назван тубокурарином (он же тубарин). Его гидрохлорид применяется в хирургии для расслабления скелетных мышц. Тубокурарин-хлорид используют также для лечения столбняка и конвульсий при отравлении стрихнином.

Тубокураринхлорид
Стрихнин

### Пот-кураре (Горшочный кураре)
Экстракт помещается в мелкие глиняные необожженные горшочки и используется при охоте на птицу. Из жилок листа пальмы вырезают мелкие лёгкие стрелы, заострённые кончики которых смазывают ядом; стрелу закладывают в полую бамбуковую трубку, служащую «ружьем», и стрелу выдувают, направляя на птицу, которая, будучи задета бесшумной стрелой, падает камнем. Для этой цели используют кору Strychnos castelniaeana  Wedd. и, вероятно, виды Chondrodendron.

### Калабаш-кураре (Тыквенный кураре)
Хранят в плодах мелкой посудной тыквы. Этот экстракт наиболее ядовит и применяется для стрел и наконечников копий при охоте на крупного зверя и при военных операциях. Важнейшей составной частью экстракта являются алкалоиды коры сильно ядовитого растения Strychnos toxifera.

## Действие яда

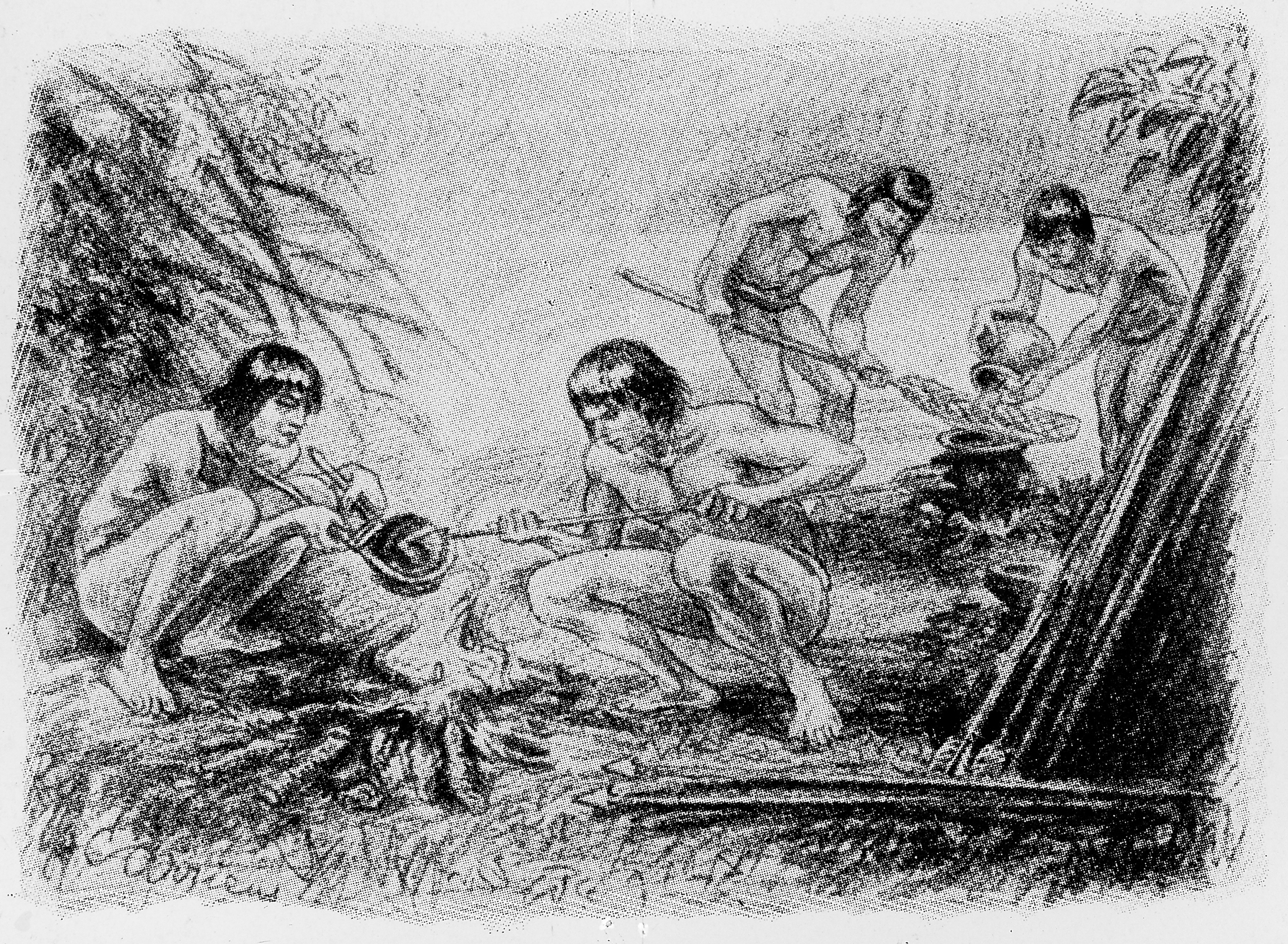
Индейцы готовят ядовитые стрелы

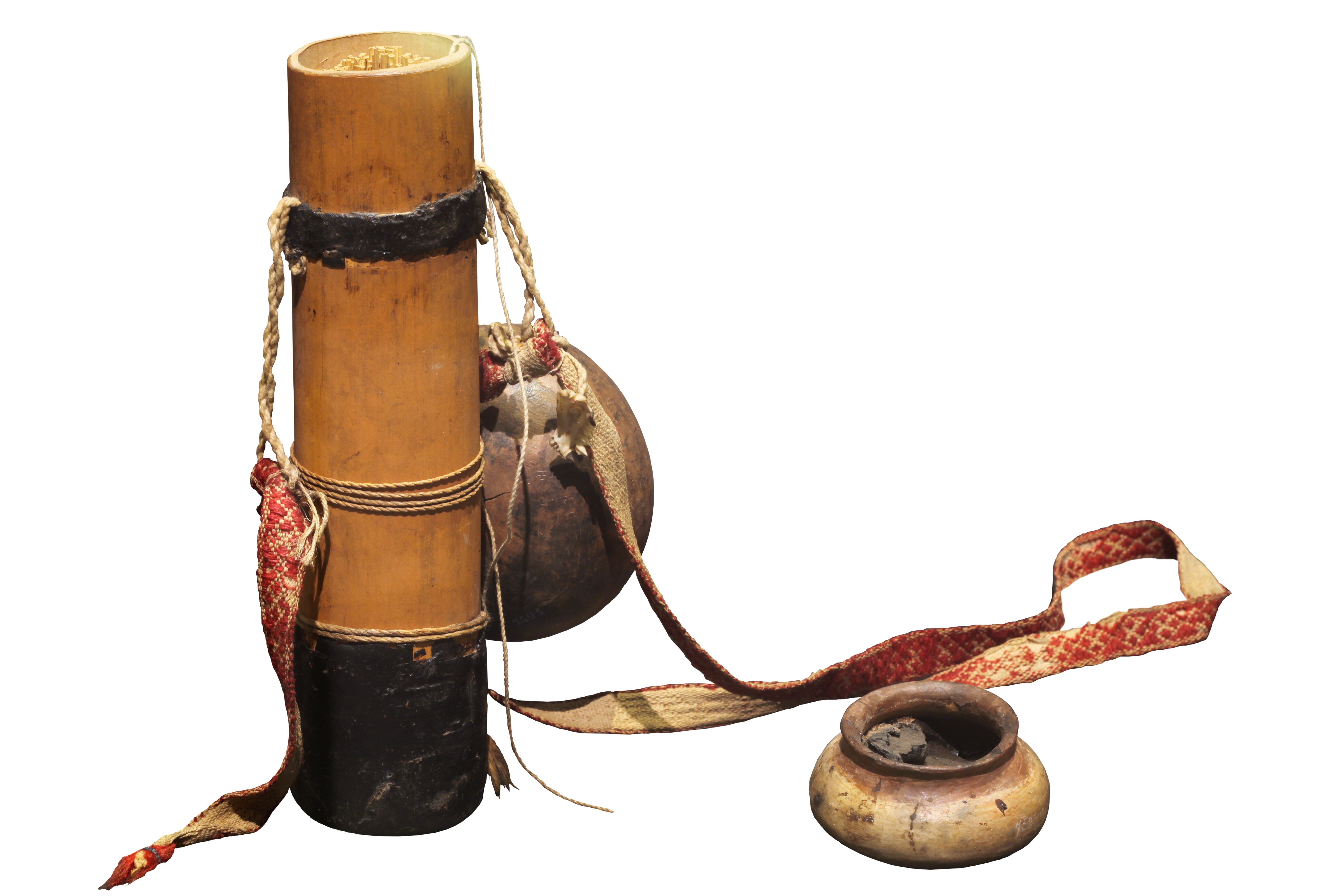
Колчан со стрелами и горшок с кураре

Яд блокирует ацетилхолиновые никотиновые рецепторы поперечно-полосатых мышц, а следовательно и мышц, отвечающих за дыхание, и смерть наступает от удушья при почти ненарушенном сознании. При весьма малых дозах есть возможность возвратить к жизни поддержанием искусственного дыхания (яд выводится почками). Для отравления достаточно царапины в коже. Применяется в физиологической практике для обездвиживания экспериментальных животных. Действующее начало яда, d-тубокурарин, достаточно широко применялось в хирургии и травматологии как миорелаксант.

## Противоядие
Любые ингибиторы холинэстеразы, например, неостигмин и физостигмин.